# 示相化石
示相化石（しそうかせき、facies fossil）とは、その化石が含まれる地層の堆積環境を明確に示す化石のことである。
化石の元となる生物には気温・水温・水深など生息環境が限定されているものもいる。そのような生物の化石の存在により、その地層が堆積した当時の環境（古環境）を推定できる。例えば、サンゴの化石が産出した場合、その地層は温暖な浅海域で堆積したことが分かる。また、有孔虫などの微化石も環境によって生息する種が変化するため、示相化石として役立つ。石炭紀やペルム紀の地層から産出するフズリナはサンゴなど浅海性の化石と共産することが多く、示相化石としての価値が高い。
また微化石は酸素の安定同位体比から古水温を推定可能とする材料でもあり、新たな形の示相化石でもある。

## 示相化石の条件
化石が示相化石として用いられる条件として、以下のものがあげられる。
- 生息条件が限定されていること[2]。
- 現生の種との対比から生息環境についてある程度の推察が可能であること[3]。
- 現地性のものであること[2]。

示相化石を判断する際に重要なのが、その化石が現地性のものであるか、という点である。ある生物が死亡した後、流水や海底地すべりなどにより堆積物中に取り込まれる過程で本来の生息場所から運搬された場合（すなわち異地性の場合）、その化石は示相化石としては役に立たない。現地性の化石と異地性の化石の区別は容易ではないが、破砕などされておらずよく保存されている化石は現地性の化石の場合が多い。また、陸上生物の化石が海洋生物の化石と共産した場合には、前者は海へ流された異地性の化石と判断できる。